# Seznam slovenskih glasbenikov
Seznam slovenskih glasbenikov je krovni seznam glede na področje delovanja (nekateri glasbeniki se lahko nahajajo v več seznamih).

## A
- seznam slovenskih akordeonistov
- seznam slovenskih (glasbenih) aranžerjev

## B
- seznam slovenskih bobnarjev

## C
- seznam slovenskih cimbalistov
- seznam slovenskih citrarjev

## Č
- seznam slovenskih čembalistov

## D
- seznam slovenskih dirigentov
- seznam slovenskih dance glasbenikov

## E
- seznam slovenskih ustvarjalcev elektronskih glasbenih zvrsti

## F
- seznam slovenskih flavtistov
- seznam slovenskih fagotistov

## H
- seznam slovenskih harfistov
- seznam slovenskih harmonikarjev
- Seznam slovenskih house glasbenikov

## K
- seznam slovenskih kantavtorjev
- seznam slovenskih kitaristov
- seznam slovenskih klarinetistov
- seznam slovenskih klavirskih pedagogov
- seznam slovenskih komornih ansamblov
- seznam slovenskih kontrabasistov
- seznam slovenskih jazzovskih kitaristov

## L
- seznam slovenskih lutnjistov

## M
- seznam slovenskih muzikologov

## O
- seznam slovenskih oboistov
- seznam slovenskih opernih skladateljev
- seznam slovenskih orkestrov
- seznam slovenskih orglavcev

## P
- seznam slovenskih pevcev resne glasbe
- seznam slovenskih pevcev zabavne glasbe
- seznam slovenskih pianistov
- seznam slovenskih pozavnistov
- seznam slovenskih glasbenih producentov

## R
- seznam slovenskih rap izvajalcev
- seznam slovenskih rogistov (hornistov)

## S
- seznam slovenskih skladateljev
- seznam slovenskih saksofonistov

## Š
- seznam slovenskih šansonjerjev

## T
- seznam slovenskih tamburašev
- seznam slovenskih tehno glasbenikov
- seznam slovenskih tolkalistov
- seznam slovenskih trance glasbenikov
- seznam slovenskih trobentarjev
- seznam slovenskih tubistov

## V
- seznam slovenskih vibrafonistov
- seznam slovenskih violinistov
- seznam slovenskih violistov
- seznam slovenskih violončelistov

## Z
- seznam slovenskih zborovodij